# Manfred Schuster
Manfred Schuster est un acteur autrichien et un spécialiste du doublage, né le 4 novembre 1919 à Villach.
En tant qu'acteur, il a débuté en 1949 au drame autrichien Duell mit dem Tod sous la mise en scène de Paul Ostermayr. Dès lors, il figurait dans divers films et séries télévisées, notamment des productions allemandes, prenant des rôles secondaires. Son seul rôle principal date de l'année 1958, lorsqu'il a participé au film turc Karasu.
Dès le début des années 1960, Manfred Schuster travaille également dans le doublage. En outre, il prêtait sa voix à beaucoup de personnages dans de nombreuses pièces radiophoniques allemandes, telles que Benjamin Blümchen et Bibi Blocksberg, deux pièces très populaires chez les enfants allemands depuis les années 1970-1980.